# Congrès de la FIFA
Le Congrès de la FIFA est l'organe législatif suprême de la Fédération internationale de football association (FIFA). Le congrès peut être ordinaire ou extraordinaire.
Un congrès ordinaire se réunit chaque année, un congrès extraordinaire peut être convoqué à tout moment par le Conseil de la FIFA (anciennement Comité exécutif) avec le soutien d'un cinquième des membres de la FIFA. 
Chacun des 211 membres de la FIFA dispose d'une voix au congrès. Les membres de la FIFA peuvent proposer des candidats pour l'organisation de la Coupe du monde et la présidence de la FIFA. L'élection présidentielle de la FIFA et l'élection du pays organisateur de la Coupe du monde ont lieu au congrès de l'année suivant la Coupe du monde. Le congrès de la FIFA vote également pour l'élection du pays organisateur de la Coupe du monde féminine, par décision du 71e Congrès de 2021.

## Histoire
Le Congrès de la FIFA se tient chaque année depuis 1998. Auparavant, il se tenait tous les deux ans. Les congrès n'ont pas eu lieu entre 1914 et 1923 et entre 1938 et 1946, en raison des première et Seconde guerres mondiales. Les élections présidentielles de la FIFA ont eu lieu aux 1er, 3e, 12e, 29e, 30e, 39e, 51e, 53e, 61e et 65e congrès.
Le Congrès extraordinaire de la FIFA de 1961 à Londres a élu Stanley Rous à la présidence. Le Congrès extraordinaire de la FIFA 2016 à Zurich a élu Gianni Infantino comme nouveau président le 26 février 2016. Seules cinq élections ont eu deux candidats ou plus : la 39e (1974), la 51e (1998), la 53e (2002), la 65e (2015) et celle du Congrès extraordinaire de 2016.

## Liste des congrès
| Congrès | Année | Ville              | Associations membres présentes |
| ------- | ----- | ------------------ | ------------------------------ |
| 1er     | 1904  | Paris              | 5                              |
| 2e      | 1905  | Paris              | 5                              |
| 3e      | 1906  | Berne              | 7                              |
| 4e      | 1907  | Amsterdam          | 12                             |
| 5e      | 1908  | Vienne             | 16                             |
| *       | 1908  | Bruxelles          | 7                              |
| 6e      | 1909  | Budapest           | 13                             |
| 7e      | 1910  | Milan              | 12                             |
| 8e      | 1911  | Dresde             | 11                             |
| 9e      | 1912  | Stockholm          | 17                             |
| 10e     | 1913  | Copenhague         | 12                             |
| 11e     | 1914  | Christiania (Oslo) | 17                             |
| 12e     | 1923  | Genève             | 17                             |
| 13e     | 1924  | Paris              | 27                             |
| 14e     | 1925  | Prague             | 22                             |
| 15e     | 1926  | Rome               | 23                             |
| 16e     | 1927  | Helsinki           | 21                             |
| 17e     | 1928  | Amsterdam          | 29                             |
| 18e     | 1929  | Barcelone          | 23                             |
| 19e     | 1930  | Budapest           | 27                             |
| 20e     | 1931  | Berlin             | 25                             |
| 21e     | 1932  | Stockholm          | 29                             |
| 22e     | 1934  | Rome               | 27                             |
| 23e     | 1936  | Berlin             | 37                             |
| 24e     | 1938  | Paris              | 30                             |
| 25e     | 1946  | Luxembourg         | 34                             |
| 26e     | 1948  | Londres            | 48                             |
| 27e     | 1950  | Rio de Janeiro     | 35                             |
| 28e     | 1952  | Helsinki           | 56                             |
| *       | 1953  | Paris              | 48                             |
| 29e     | 1954  | Berne              | 52                             |
| 30e     | 1956  | Lisbonne           | 57                             |
| 31e     | 1958  | Stockholm          | 62                             |
| 32e     | 1960  | Rome               | 69                             |
| *       | 1961  | Londres            | 67                             |
| 33e     | 1962  | Santiago           | 59                             |
| 34e     | 1964  | Tokyo              | 99                             |
| 35e     | 1966  | Londres            | 94                             |
| 36e     | 1968  | Guadalajara        | 78                             |
| 37e     | 1970  | Mexico             | 86                             |
| 38e     | 1972  | Paris              | 102                            |
| 39e     | 1974  | Francfort          | 122                            |
| 40e     | 1976  | Montréal           | 108                            |
| 41e     | 1978  | Buenos Aires       | 107                            |
| 42e     | 1980  | Zurich             | 103                            |
| 43e     | 1982  | Madrid             | 127                            |
| 44e     | 1984  | Zurich             | 112                            |
| 45e     | 1986  | Mexico             | 111                            |
| 46e     | 1988  | Zurich             | 111                            |
| 47e     | 1990  | Rome               | 130                            |
| 48e     | 1992  | Zurich             | 118                            |
| 49e     | 1994  | Chicago            | 164                            |
| 50e     | 1996  | Zurich             | 182                            |
| 51e     | 1998  | Paris              | 196                            |
| *       | 1999  | Los Angeles        | 195                            |
| 52e     | 2000  | Zurich             | 200                            |
| *       | 2001  | Buenos Aires       | 202                            |
| *       | 2002  | Séoul              | 202                            |
| 53e     | 2002  | Séoul              | 202                            |
| *       | 2003  | Doha               | 204                            |
| 54e     | 2004  | Paris              | 203                            |
| 55e     | 2005  | Marrakech          | 203                            |
| 56e     | 2006  | Munich             | 207                            |
| 57e     | 2007  | Zurich             | 206                            |
| 58e     | 2008  | Sydney             | 200                            |
| 59e     | 2009  | Nassau             | 205                            |
| 60e     | 2010  | Johannesbourg      | 207                            |
| 61e     | 2011  | Zurich             | 208                            |
| 62e     | 2012  | Budapest           | 209                            |
| 63e     | 2013  | Port-Louis         | 208                            |
| 64e     | 2014  | São Paulo          | 209                            |
| 65e     | 2015  | Zurich             | 210                            |
| *       | 2016  | Zurich             | 207                            |
| 66e     | 2016  | Mexico             | 209                            |
| 67e     | 2017  | Manama             | 211                            |
| 68e     | 2018  | Moscou             | 210                            |
| 69e     | 2019  | Paris              | 211                            |
| 70e     | 2020  | Visioconférence    | 211                            |
| 71e     | 2021  | Visioconférence    | 211                            |
| 72e     | 2022  | Doha               | 210                            |
| 73e     | 2023  | Kigali             | 208                            |
| 74e     | 2024  | Bangkok            |                                |
| *       | 2024  | Zurich             |                                |
| 75e     | 2025  |                    |                                |